# Paulin Kouabénan N'Gnamé
Paulin Kouabénan N'Gnamé, né le 12 mai 1962 et mort le 21 mars 2008, est un évêque catholique ivoirien. Il fut évêque du diocèse de San Pedro en Côte d’Ivoire de 2007 à 2008.

## Biographie
Paulin Kouabénan N’Gnamé naît le 12 mai 1962 à Mérékou en Côte d'Ivoire. Il fait ses études secondaires au petit séminaire de Bouaké, Il étudie ensuite la philosophie et la théologie au séminaire d’Anyama à Abidjan. 
Il est ordonné prêtre à Bondoukou le 6 août 1989 par Alexandre Kouassi, évêque de Bondoukou. Il devient d’abord prêtre dans son village natale de Mérékou. De 1989 à 1993, il est vicaire à la Cathédrale Sainte-Odile de Bondoukou. 
Après quarte ans à servir à la cathédrale de Bondoukou, il est envoyé aux études à Rome pour un doctorat en droit canonique. Ainsi, il obtient, en 1997, un doctorat en droit canonique à l’Université pontificale urbanienne de Rome. De 1997 à 1998, il devient été vicaire puis curé de l’église paroissiale Notre-Dame de Fatima de Bondoukou. Entre 1998 et 2001, il est professeur à Anyama. Il devient par la suite vicaire général du diocèse de Bondoukou de 2001. Il reste à cette fonction jusqu'en 2007.
En 2007, le pape Benoît XVI l’a nommé évêque du Diocèse de San Pedro. Il est ordonné évêque le 12 mai 2007 par l’archevêque de Gagnoa, Barthélémy Djabla ; Ses co-consécrateurs étaient l’évêque de Bondoukou, Félix Kouadjo, et l’évêque d’Abengourou, Bruno Kouamé. Les célébrations de son ordination se sont déroulées avec une grande participation de la population ; Le président Laurent Gbagbo est représenté par son épouse Simone Ehivet Gbagbo,.
Il décède à Méagui le 21 mars 2008, après 10 mois d'épiscopat, et est enterré dans la Cathédrale Sainte-Odile de Bondoukou le 3 avril 2008.